# Manuel Zelaya
José Manuel Zelaya Rosales (Catacamas, 20 de setembro de 1952), também conhecido como Mel Zelaya, é um político hondurenho.
Foi presidente da República de Honduras, exerceu o cargo de 27 de janeiro de 2006 a 28 de junho de 2009. Em 28 de junho, Zelaya foi preso em sua residência, por tropas da polícia federal e do exército hondurenho, que obedeciam às altas cortes judiciais do País, sendo alegado, para isso, desobediência constitucional; e, em seguida, enviado para San José, Costa Rica.
Embora tenha sido considerada por muitos analistas como um golpe de Estado, a ação de deposição de Zelaya foi embasada no artigo 239 da Constituição Hondurenha vigente na ocasião, que determinava que "todo aquele que pretender concorrer à reeleição será completamente afastado da posição que ocupe, no momento, dentro do governo". Esse artigo era uma cláusula pétrea daquela Carta Magna. A ação foi condenada publicamente por vários governos - em especial de países das Américas e da Europa - e instituições multilaterais como a Organização das Nações Unidas e a Organização dos Estados Americanos, que desconsideraram a legislação hondurenha. Nenhum país reconheceu o governo liderado por Roberto Micheletti.

## Biografia
Filho de poderoso fazendeiro, Zelaya é o primogênito de quatro irmãos. Estudou no colégio Jesus Menino de Praga e Luis Landa e no Instituto Salesiano de São Miguel e estudou engenharia industrial na Universidade Nacional de Honduras (UNAH), mas abandonou o curso no quarto ano para se dedicar aos negócios herdados de seu pai, dentre os quais se destacam a extração de madeira e a pecuária. A despeito de sua família ser originária do departamento de Copán, suas terras localizam-se no departamento de Olancho.
Tem dois irmãos vivos, Carlos Armando e Marco Antonio e a mãe, Ortensia Rosales de Zelaya, considerada por muitos, o seu melhor cabo eleitoral. Sua esposa, Xiomara Castro de Zelaya, tornou-se presidente de Honduras em 2022.

## Carreira Política
Filiou-se ao Partido Liberal de Honduras em 1970, tornando-se membro ativo uma década depois. Foi eleito deputado no congresso nacional hondurenho por três mandatos consecutivos, entre 1985 e 1998. Também foi ministro do Investimento, responsável pela gestão do Fundo de Investimento Social de Honduras no governo anterior do PNL. Durante o governo de Carlos Roberto Flores, Zelaya introduziu o programa de Condados Abertos visando descentralizar as decisões e dar mais poder às comunidades. Zelaya passou a usar a divisão oficial de municípios e uma outra, alternativa, que categorizava os cidadãos de acordo com suas características étnicas e sócio-econômicas, criando 297 diferentes grupos - sistema que planejava reviver em seu governo.

## Eleição
Candidato pelo Partido Liberal de Honduras a presidente da república, Zelaya derrotou por pequena margem o seu oponente Porfirio Pepe Lobo, candidato do Partido Nacional de Honduras nas eleições de 27 de Novembro de 2005. Zelaya obteve 999 006 votos, e seu principal rival, Porfirio Lobo, do governista Partido Nacional, somou 925 243 votos.
Entre as suas promessas de campanha estava a de dobrar o número de policiais, de 9 000 para 18 000 agentes, e um programa de reeducação entre as gangues Mara Salvatrucha, sendo visto como o candidato da reconciliação, ao contrário de seu adversário, Pepe Lobo, que defendia a adoção da pena de morte.

## Governo (2006-2009)
Apesar de eleito por um partido de direita e com um programa também de centro-direita, Zelaya promoveu reformas econômicas e sociais de consideradas de esquerda, marcando o primeiro caso registrado de giro político da direita para a esquerda. Isto o levou a perder o apoio da elite econômica hondurenha. A oposição de setores conservadores ao seu governo recrudescia à medida que Zelaya se aproximava de Hugo Chavez, com a adesão hondurenha à ALBA, e sobretudo por seus ataques verbais aos Estados Unidos e ao setor empresarial. O presidente chegou a perder apoio até mesmo do seu partido. O governo dele tinha uma política econômica de cooperação com o governo brasileiro, como no caso da produção de biocombustíveis.

### Conflitos com a imprensa
Em 24 de Maio de 2007, Zelaya determinou que todas as estações de rádio e TV de Honduras transmitissem, em rede nacional, durante dez emissões, emissões de duas horas sobre programas do seu governo, para "combater a desinformação disseminada pela mídia." A medida, embora legal, foi duramente criticada pelo principal sindicato dos jornalistas do país, que acusou Zelaya de estar repetindo os mesmos atos autoritários da sua oposição.
Segundo o boletim eletrônico NotiCen da Universidade do Novo México, as afirmações de Zelaya de que "a imprensa não estava sendo justa na cobertura do seu governo" não eram de todo sem mérito, citando como exemplo as matérias que passavam a impressão de que as estatísticas de homicídio aumentavam, quando na verdade haviam caído 3%, em 2006.
Um jornalista que criticava Zelaya com frequência foi morto por atiradores desconhecidos em 2007. A Inter-American Press Association (IAPA) e as Nações Unidas criticaram as ameaças constantes a jornalistas. Outros jornalistas que criticavam o governo, como Dagoberto Rodriguez e Hector Geovanny Garcia, fugiram para o exílio em razão das ameaças constantes a suas vidas.

### Legalização das drogas
Em 22 de Fevereiro de 2008, Zelaya sugeriu que os Estados Unidos legalizassem as drogas, o que segundo ele, diminuiria a violência e os homicídios em Honduras. Honduras faz parte do roteiro do tráfico de cocaína entre a Colômbia e os Estados Unidos, juntamente com Guatemala, El Salvador e o México, o que segundo ele, seria a causa de 70% dos homicídios do país - cerca de 12 por dia, para uma população de apenas sete milhões de pessoas.
A revista The Economist elogiou Zelaya por cumprir algumas de suas promessas de campanha, mas criticou a falta de um programa coerente que resolvesse os problemas mais longevos e profundos do país, sobretudo pela ferrenha oposição direitista e as crescentes tensões sociais.
Em razão da crise mundial e da elevação dos preços dos alimentos em 2007-2008, além do aumento da violência ligada ao narcotráfico (Honduras teve a mais alta taxa de homicídios da América Latina), a aprovação do governo de Zelaya teve uma queda expressiva em 2008.

### Consulta popular
Em 23 de março 2009, decretou a realização de uma consulta popular sobre a realização de um plebiscito concernente à convocação de uma  Assembleia Nacional Constituinte. A consulta deveria ocorrer até o  dia 28 de junho e seria colocada nos seguintes termos:
Você está de acordo que, nas eleições  gerais de novembro de 2009, se instale uma quarta urna para decidir sobre a convocação de uma  Assembleia Nacional Constituinte que aprove uma nova Constituição política?
O resultado positivo da consulta popular serviria como fundamento para que o Executivo enviasse ao Congresso Nacional, um projeto de lei sobre a colocação de uma quarta urna nas seções  eleitorais durante o pleito de novembro.
A consulta foi desautorizada pelo Congresso e pelo Judiciário. Entretanto, Zelaya decidiu realizá-la, ainda que seu valor fosse meramente simbólico. Como os militares se recusaram a distribuir as urnas, o presidente demitiu o chefe do Estado Maior Conjunto, Romero Orlando Vasquez Velasquez. Este não acatou a ordem e teve o apoio dos demais comandantes, assim como do Congresso e do Judiciário.

### Afastamento e pedido de prisão
Afinal, no próprio dia 28, quando seria realizada a consulta popular, Zelaya é preso por tropas da polícia federal e do exército hondurenho, que o colocaram em um avião, com destino à Costa Rica. O Judiciário hondurenho anunciou que dispunha de provas suficientes para processar Zelaya por 18 delitos, incluindo traição à pátria e descumprimento de 80 leis aprovadas pelo Congresso.

### Refúgio na Embaixada Brasileira

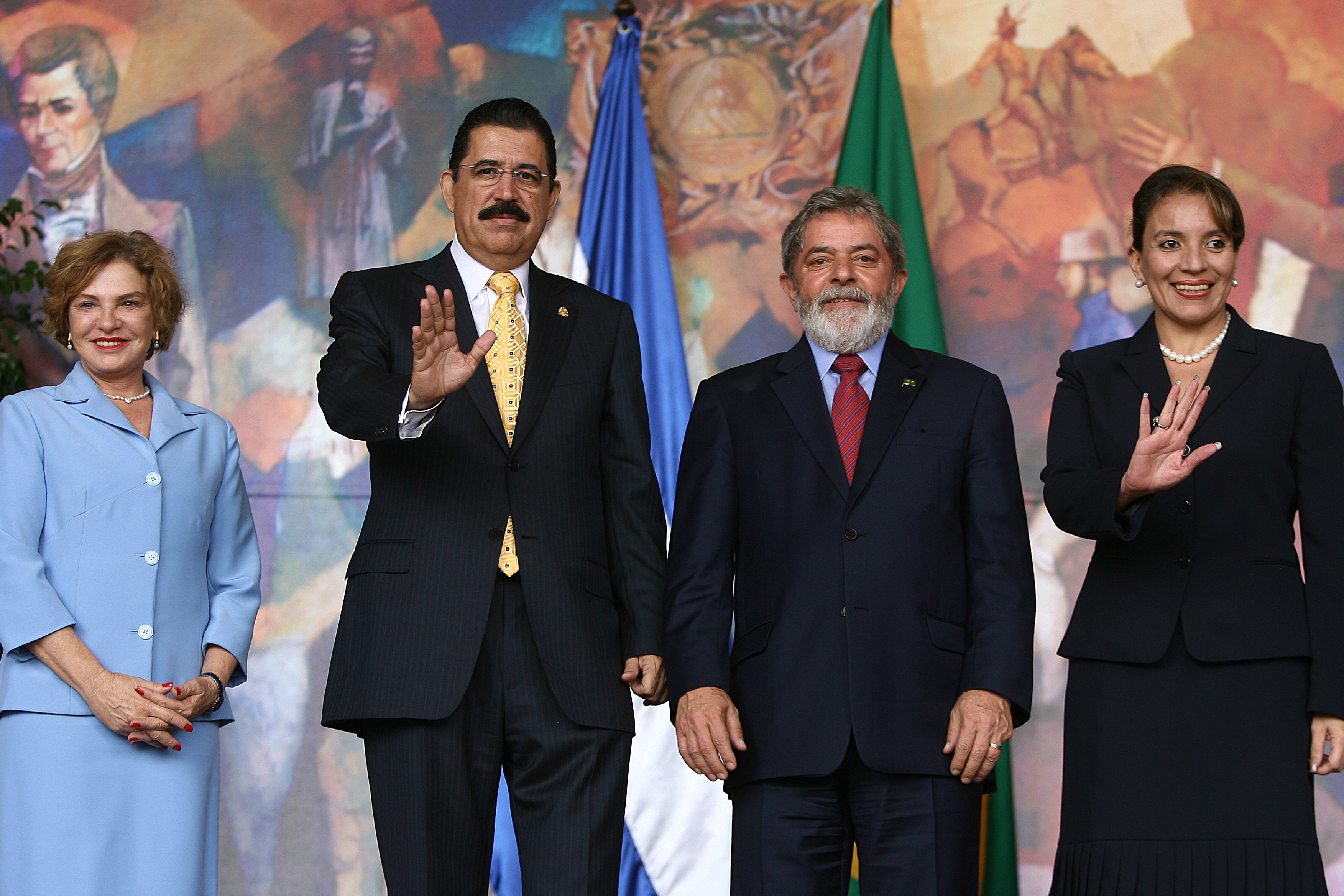
Da esquerda para a direita; A então primeira dama do Brasil Marisa Leticia, então presidente de Honduras Manuel Zelaya, o então e atual presidente Lula, e a então primeira dama e atual presidente de Honduras Xiomara Casstro

Em 21 de setembro de 2009 Zelaya retornou a Honduras escondido, refugiando-se na embaixada brasileira desse país. Segundo ele, a decisão pela embaixada brasileira foi "por causa da vocação democrática do Brasil, do presidente Lula e de Marco Aurélio Garcia [assessor internacional da Presidência]. E também pelo peso internacional que eles têm". No dia 22, uma manifestação pró-Zelaya em frente à Embaixada do Brasil em Honduras acabou em confrontos. Soldados lançaram gás lacrimogêneo e balas de borracha contra a multidão, que se dispersou. Em 10 de dezembro de 2009, a diplomacia brasileira deu um ultimato para Zelaya deixar a embaixada até o dia 27 de janeiro de 2010, que é quando termina o seu mandato. De fato, nessa data, depois de passar mais de quatro meses refugiado na embaixada do Brasil em Tegucigalpa, Manuel Zelaya embarcou para o exílio. Milhares de seguidores aplaudiram e gritaram ao ver a decolagem do avião do governo dominicano que levou Zelaya para Santo Domingo, pouco depois da posse do líder oposicionista Porfirio Lobo como presidente. Muitos agitavam bandeiras vermelhas e chapéus de boiadeiro, nos quais se viam faixas vermelhas com o apelido de Zelaya - "Mel".
- Commons
- Wikinotícias